# Ernestinum (Praha)
Ernestinum, jinak Ústav idiotů Jednoty paní sv. Anny v Praze, (název Ernestinum získal ústav až v roce 1898) byl ústav pro choromyslné, který založil Karel Slavoj Amerling 17. června 1871 v Praze. V dubnu roku 1876 zde pražský arcibiskup Bedřich ze Schwarzenbergu vysvětil nově zřízenou ústavní kapli, která obdržela hlavní oltář z kostela svatého Vojtěcha a oltářní obraz namaloval Agathon Klemt.

## Historie
Ústav, první zařízení svého druhu v tehdejším Rakousko-Uhersku, zpočátku sídlil v Kateřinské ulici na Novém Městě pražském, avšak už 1. listopadu téhož roku se ale přestěhoval do svého nového útočiště, Šternberského paláce na pražských Hradčanech (dnes jedna z poboček Národní galerie). Své jméno Ernestinum dostal na počest kněžny Ernestiny z Auerspergu, rozené Festetics de Tolna (1831–1901), která byla čestnou předsedkyní Spolku paní a dívek sv. Anny a jeho štědrou mecenáškou
Amerling o chodu ústavu napsal (německy, protože nevěřil v odpovídající ohlas v češtině) práci Die Idiotenanstalt des Sct. Anna-Frauen-Vereines in Prag nach ihrem zwölfjährigen Bestande vom J. 1871–1883 (von Dr. Karl Amerling) (vydáno v Praze v roce 1883 vlastním nákladem autora), do češtiny byla přeložena až roku 1997 Janou Kepartovou. Jde o neobyčejně náročný text, neboť Amerling používá mnoho vlastních neologismů, do nichž promítá své rozsáhlé vzdělání – např. jeho vlastní metody diasofie (průvěda, něm. Orientierungslehre) a mathese; dále pojmy jako dioikete, edentát, archonom, exilast, chrémat (výrobní pud), makropelmus (jedinec s nezvykle širokýma nohama a podobnýma rukama), psychozot, proterot („upovídaný, zbrklý blázen“), hyperkinet („němý, neklidný běžec“) aj.
Podle Amerlinga se lidský život dělí do dvanácti fází po sedmi letech, přičemž „všechny roky po ukončení 84. roku života jsou mimořádné a taktéž všechny roky před 84. rokem života, neboť životní řád obnáší přesně dvanáctkrát sedm let.“ (sic!)
Během existence ústavu se v něm vystřídalo asi 166 chovanců (mužů i žen), ročně od šesti (v Kateřinské ulici) do šedesáti roku 1883.